# Une brève histoire du tracteur en Ukraine
Pour les articles homonymes, voir Une brève histoire.
Une brève histoire du tracteur en Ukraine (A Short History of Tractors in Ukrainian) est le premier roman de Marina Lewycka, publié en 2005. Il a reçu le prix Bollinger Everyman Wodehouse 2005-2006.

## Liste des personnages
- Nadezhda : la narratrice,
- Nikolaï : le père de Nadezhda, Ukrainien d'origine ayant immigré en Angleterre à la suite de la Seconde Guerre mondiale,
- Vera : la sœur ainée de 10 ans de Nadezhda,
- Valentina : la nouvelle femme de Nikolaï, une Ukrainienne récente immigrée en Angleterre
- Mike : la mari de Nadezhda,
- Anna : la fille de Nadezhda,
- Lexi : une des filles de Vera,
- Alice : la fille cadette de Vera,